# Nahki Wells
Nahki Wells, né le 1er juin 1990 à Hamilton (Bermudes), est un footballeur international bermudien qui joue au poste d'attaquant à Luton Town.

## Biographie

### Carrière en club
C'est à Bradford City que Nakhi Wells explose notamment lors de la saison 2012-2013 où il joue un grand rôle dans la montée du club en troisième division mais aussi au parcours du club en Coupe de la Ligue anglaise, Bradford City échoue en finale contre Swansea City après avoir battu des clubs comme Arsenal. 
Le 10 janvier 2014, il rejoint Huddersfield Town en prêt de Bradford City, et signe un contrat de quatre ans et demi avec le club de Huddersfield Town dès le lendemain.
Le 31 août 2017, il rejoint Burnley pour un montant estimé à 5,4 millions d’€.
Le 23 août 2018, il est prêté à Queens Park Rangers en deuxième division anglaise.
Le 8 août 2019, il est prêté à Queens Park Rangers.
Le 30 janvier 2020, Wells s'engage pour trois ans et demi avec Bristol City pour un montant estimé à 4,8 millions d’€

### Carrière internationale
Nahki Wells honore sa première apparition en sélection nationale en 2007.
En juin 2019, il est retenu par le sélectionneur Kyle Lightbourne afin de participer à la Gold Cup organisée aux États-Unis, en Jamaïque et au Costa Rica.

## Palmarès

### En club
- Bradford City
  - Finaliste de la Coupe de la Ligue anglaise en 2013.

### Distinction personnelle
- Joueur du mois de D2 anglaise en janvier 2020.